# Pornainen
Pornainen [ˈpɔrnɑi̯nɛn] (schwed. Borgnäs) ist eine Gemeinde im Süden Finnlands mit 5011 Einwohnern (Stand 31. Dezember 2022). Sie liegt in der Landschaft Uusimaa 20 km nordwestlich von Porvoo und 40 km nordöstlich der Hauptstadt Helsinki. Die Gemeinde ist einsprachig finnischsprachig.
Das Ortszentrum von Pornainen heißt Kirveskoski. Daneben umfasst das Gemeindegebiet die Siedlungen Halkia, Hevonselkä, Kupsenkylä, Laha, Laukkoski und Metsäkylä. Die Kirche in Kirveskoski wurde 1726 erbaut. Der Überlieferung nach soll die Kirche nach ihrer Fertigstellung zunächst keine Glocke besessen haben, weil nach dem Großen Nordischen Krieg (1700–1721) kein Geld vorhanden war. Daraufhin sollen die Frauen der Gemeinde gemeinschaftlich Leintücher gewebt haben, die anschließend in Stockholm verkauft wurden. Mit dem eingenommenen Geld soll der Kauf einer Kirchenglocke finanziert worden sein. Das Wappen von Pornainen weist auf diese Begebenheit hin und zeigt eine Kirchenglocke und zwei Spindeln.
Durch Pornainen fließt der Fluss Mustijoki. Im Gebiet der Gemeinde befinden sich zehn Stromschnellen, die größte davon ist eine 12 Meter hohe Stromschnelle im Dorf Halkia. Der Schriftsteller Mika Waltari besaß eine Villa in Laukkakoski, wo er einen Großteil seiner Bücher schrieb.